# Mistrzostwa Oceanii w Judo 1981
8. Mistrzostwa Oceanii w judo odbywały się w Suva na Fidżi. W tabeli medalowej tryumfowali zapaśnicy z Australii.

## Klasyfikacja medalowa
| Miejsce | Państwo           |   |   |   | Razem |
| ------- | ----------------- | - | - | - | ----- |
| 1       | Australia         | 6 | 3 | 1 | 10    |
| 2       | Nowa Zelandia     | 2 | 1 | 3 | 6     |
| 3       | Nowa Kaledonia () | 0 | 3 | 4 | 7     |
| 4       | Fidżi             | 0 | 1 | 0 | 1     |
| Razem   | Razem             | 8 | 8 | 8 | 24    |

## Medaliści

### Mężczyźni
| Konkurencja: | Złoto:        | Srebro:           | Brąz:           |
| −60 kg       | Gino Ciampa   | Warren Rosser     | P. Gillies      |
| −65 kg       | Stewart Brain | Michael Scott     | Frank Alighieri |
| −71 kg       | Shaun O’Leary | David Nolan       | Brent Hananeia  |
| −78 kg       | M. Willson    | Roland Chantreaux | Geoffry Watson  |
| −86 kg       | Mike Smith    | Dean Lampkin      | Patrick Briand  |
| −95 kg       | Lindsay Bloss | Viliame Takayawa  | Milton Reedy    |
| ponad 95 kg  | Garry Pinchen | D. Briand         | E. Kolokimoana  |
| Open         | Garry Pinchen | Roland Chantreaux | Lindsay Bloss   |